# Guillermo Kolischer
Guillermo Kolischer (Wilhelm Kolischer; * 16. April 1890 in Brody, Galizien (Österreich-Ungarn), heute Ukraine; † 17. Januar 1970 in Montevideo) war ein uruguayischer Pianist und Musikpädagoge polnischer Herkunft.

## Leben
Kolischer studierte an der Musikakademie Krakau Klavier bei Jerzy Lalewicz. Ab 1908 setzte er seine Ausbildung in Berlin bei Karl Heinrich Barth fort. 1912 begann er seine Laufbahn als Konzertpianist mit Tourneen durch Europa und Südamerika. Dort wurde er vom Ausbruch des Ersten Weltkrieges überrascht und ging für einige Zeit nach Buenos Aires, bevor er sich in Montevideo niederließ. Hier gründete er 1916 das Conservatorio Musical Guillermo Kolischer, für das er u. a. Alcira Lecueder Milans, María Angélica Piola, Lola García Quintana, Lola Suárez Braga, Renée Bonet und Janina Kolischer als Lehrer gewinnen konnte.
Mit Carlos Correa Luna gründete Kolischer 1917 die Asociación Coral Montevideo. 1949 rief er den Klavierwettbewerb Federico Chopin ins Leben, dessen Preis in einem Stipendium zur Fortbildung im Ausland bestand. 1951 war bei dem erstmals durchgeführten Wettbewerb Luis Batlle Ibáñez der Preisträger. Kolischers Konservatorium besuchten jährlich etwa 500 Schüler. Zu den Absolventen zählten neben dem genannten Luis Batlle Ibáñez Musiker wie Nibya Mariño, Héctor Tosar, Jaurés Lamarque Pons, Federico García Vigil, Walter Guido, Filisberto Hernández, Lyda Indart, Mercedes Olivara, Fanny Ingold und Carlos Jorge Lapenne.